# Forbes Burnham
Linden Forbes Sampson Burnham (ur. 20 lutego 1923, zm. 6 sierpnia 1985), polityk gujański; przywódca Narodowego Kongresu Ludowego; premier (później pierwszy minister) Gujany od 12 grudnia 1964 do 6 października 1980; prezydent kraju od 6 października 1980 do swej śmierci.
Studiował prawo na Uniwersytecie Londyńskim, w 1949 wrócił do Gujany, gdzie wraz z Cheddi Jaganem założył Ludową Partię Postępową (Jagan został liderem jej lewego, robotniczego skrzydła). W 1955 skłócony z Jaganem założył bardziej umiarkowany Ludowy Kongres Narodowy. W 1957 i 1961 partia Jagana wygrała wybory, obejmując kontrolę nad kolonialną legislaturą, w związku z czym Brytyjczycy zmienili w 1964 konstytucję, by Burnham mógł utworzyć rząd koalicyjny z udziałem małej partii prawicowej.
Gdy w 1966 Gujana uzyskała niepodległość, Burnham został jej pierwszym premierem.
Do 1970 prowadził umiarkowany kurs, zabiegając o zagraniczne inwestycje i dystansując się od Kuby i innych państw socjalistycznych, jednak w 1970 dokonał gwałtownego zwrotu w lewo, ogłaszając Gujanę „republiką spółdzielczą” i nawiązując stosunki dyplomatyczne z Kubą, ZSRR i innymi krajami rządzonymi przez komunistów i dążąc do pozycji lidera wśród krajów Trzeciego Świata. W 1980 zmiana konstytucji wprowadziła w miejsce premiera silniejszy urząd prezydenta i Burnham ogłosił siebie zwycięzcą wyborów prezydenckich z 1980, które zostały przez cały świat potępione jako sfałszowane. Quasi-socjalistyczna polityka Burnhama doprowadziła Gujanę do stagnacji gospodarczej i niezdolności do eksportowania wystarczających ilości cukru, boksytu i ryżu.
Zmarł 6 sierpnia 1985 podczas operacji gardła w szpitalu w Georgetown.
Jego żoną była Viola Burnham; pobrali się w 1967 roku. Viola Burnham pełniła funkcję wiceprezydentki w administracji następcy Forbesa Burnhama – Desmonda Hoyta, w latach 1985–1991.